# Pandemia de gripe A de 2009 no Brasil
A pandemia de gripe A de 2009 no Brasil iniciou se em Maio do mesmo ano. Em agosto o Ministro da Saúde declarou que 78% dos casos de gripe no país são decorrentes do H1N1 e 2% das mortes mundiais são brasileiras. Em 26 de agosto o Ministério da Saúde confirmou que os casos fatais chegaram a 557, o que levou o país a liderar o número de mortes pela pandemia em todo o mundo.
No dia 7 de maio, foram confirmados os primeiros quatro casos da Gripe A no Brasil pelo Ministério da Saúde. No dia 8 de maio, a Secretaria da Saúde do Estado de Santa Catarina anunciou o quinto caso de gripe suína no país, uma menina de sete anos que esteve de férias na Flórida, nos Estados Unidos. O sexto caso foi de um homem no Rio de Janeiro que teve contato com um paciente já confirmado como infectado pela gripe e contraiu a doença. Esse foi o primeiro caso de contágio da doença dentro do país. No dia 10 de maio, o Ministério da Saúde confirma mais dois casos da nova gripe no Brasil, somando assim oito infectados confirmados, e permanece com 30 casos suspeitos da nova gripe. Os casos estão sendo investigados em dez estados e no Distrito Federal pelo Ministério da Saúde.
No dia 30 de maio o Brasil registrou mais 4 casos da gripe A (H1N1), subindo o total de infectados para 20. Os estados afetados são: Minas Gerais, Rio de Janeiro, Rio Grande do Sul, Santa Catarina, São Paulo e Tocantins.
Até o dia 14 de junho, o Brasil anunciou que o número de infectados era de 69 em todo o país."Os 11 últimos pacientes foram infectados pelo vírus (H1N1) no exterior. Todos os pacientes estão sob tratamento e agora passam bem", disse o ministério da saúde para confirmar que somente em 17 dos 69 casos houve "contágio interno".
Em 28 de junho, o país confirma um total de 627 casos da gripe, e a primeira suspeita de morte causada pela doença também é anunciada, no estado do Rio Grande do Sul. Segundo o divulgado, Michael Glenn Brannan de 58 anos, estadunidense, teria sido a vítima do vírus H1N1, mas o caso não foi confirmado.

## Histórico

Mapa de surtos comunitários no Brasil.
Surtos comunitários confirmados
Sem surtos confirmados

### Antecedentes
Em 25 de abril, duas pessoas que chegaram do México ao Brasil com sintomas de uma doença indefinida foram hospitalizadas em São Paulo. Inicialmente, suspeitava-se que estavam infectadas com o vírus da gripe A. Mais tarde, o Ministério da Saúde divulgou um comunicado à imprensa afirmando que, embora a causa exata das doenças dos dois pacientes permanecesse desconhecida, eles "não atendiam à definição de casos suspeitos de gripe suína porque não apresentavam sinais e sintomas consistentes com a doença: febre acima de 39ºC, acompanhada de tosse e/ou dores de cabeça, musculares e nas articulações".
No dia 26 de abril, foram veiculados avisos sonoros nos cinco aeroportos que recebiam voos internacionais procedentes do México e dos Estados Unidos, principais países afetados. Os avisos, contendo informações sobre sinais, sintomas e orientações aos viajantes, foram veiculados nos aeroportos internacionais de São Paulo, Rio de Janeiro, Salvador, Manaus e Fortaleza.
O comunicado também informava que os aeroportos monitorariam os viajantes que chegavam das áreas afetadas, sob a direção da Agência Nacional de Vigilância Sanitária (Anvisa). As tripulações aéreas também foram treinadas sobre sinais e sintomas da gripe suína, para que os passageiros que apresentam sintomas possam receber orientações da Anvisa na chegada.

### Início e evolução da pandemia no Brasil
Em 7 de maio, o então ministro da saúde José Gomes Temporão confirmou os primeiros casos no Brasil. Trata-se de 4 pessoas cujo 3 estavam em viagem no México e o outro nos Estados Unidos, 2 dos 4 casos foram registrados em São Paulo, 1 no Rio de Janeiro e o outro em Minas Gerais.
Em 8 de maio, é confirmado o primeiro caso de transmissão comunitária no Brasil, o paciente teve contato com um amigo que foi infectado no México e contraiu a doença.
Em 11 de junho, após a Organização Mundial da Saúde declarar uma pandemia de gripe suína, o Ministério da Saúde confirmou 52 casos no Brasil.
Até então, em 17 de junho, 7 estados e o Distrito Federal tinham casos confirmados de gripe suína, sendo o estado de São Paulo o mais afetado com 27 casos. Ao todo, o país já tinha 79 casos confirmados e 96 casos suspeitos.
Em 23 de Junho, a mineradora Vale fecha o 30º andar de um prédio no Rio de Janeiro com a confirmação de que um dos trabalhadores tem gripe A; outros 90 funcionários ficaram de quarentena em suas casas e em observação porque tiveram contato com o funcionário infectado.
Em entrevista no dia 26 de junho, o Ministro da Saúde disse "Temos um grande aumento no número de casos nos próximos dias". O ministro atribuiu essa visão à chegada do inverno, ao crescente número de casos no mundo e ao início do feriado. Mais uma vez enfatizou que a situação do Brasil é de tranquilidade. "A situação é de tranquilidade. É uma doença que não apresenta diferenças significativas de uma gripe comum". O ministro também disse que três medidas serão tomadas pelo governo para maior controle da gripe suína no Brasil. A primeira é que o medicamento para combater a doença só será usado em pacientes com piora da saúde nas primeiras 48 horas desde a apresentação inicial dos sintomas e pessoas em risco de apresentar uma condição clínica grave - em crianças de até dois anos, pessoas acima de 60 anos, mulheres grávidas e que sofrem de imunossupressão. O objetivo da iniciativa é evitar o uso indevido do produto e que vírus crie resistência ao medicamento, hoje considerado eficaz. O ministério também orientará estados e municípios com parâmetros básicos sobre a suspensão ou não de atividades em locais ou grupos públicos. No Brasil, 65% dos casos contraíram a gripe fora do país e apenas 26% no exterior.
4 escolas anteciparam as férias com a confirmação de um caso de gripe suína em cada uma, três delas são de São Paulo e o outro em Minas Gerais. Uma universidade em São Paulo também foi fechada. Em São Gabriel, no Rio Grande do Sul, o prefeito declarou estado de emergência, porque provavelmente 17 pessoas que vivem na cidade têm gripe A e contraíram a doença no Brasil, um caso foi confirmado. O Ministro da Saúde decidiu alertar o público para adiar viagens aos Estados Unidos, México, Austrália, Chile e Argentina, a maioria dos casos no Brasil veio desses países. 2 pessoas no Rio Grande do Sul estão em estado grave, uma delas é uma menina de 14 anos.
No dia 28 de junho, foi registrado a primeira morte pela gripe suína no Brasil, um jovem de 29 anos que foi infectado na Argentina morreu em Passo Fundo, Rio Grande do Sul. Ele havia apresentado sintomas pela primeira vez em 15 de junho durante uma viagem ao país. No entanto, um turista americano morreu no dia 27 de junho no Rio Grande do Sul com suspeita de gripe A, ele era engenheiro, tinha 58 anos, era hipertenso e diabético. Ele pode ter sido a primeira vítima fatal pela doença no Brasil, mas o caso não foi confirmado.
No dia 10 de julho, a Secretaria de Saúde de São Paulo confirmou a primeira morte no estado em decorrência da gripe suína. Uma menina de 11 anos faleceu no dia 30 de junho, em Osasco; ela morreu dois dias após apresentar sintomas Foi a segunda vítima a morrer no país por causa da doença.
Em 16 de julho, o ministro da Saúde, José Gomes Temporão, confirma o surto de gripe suína no país, o vírus já circula livremente pelo Brasil.
Em 17 de agosto, os alunos das escolas públicas retornam às aulas após duas semanas, devido à pandemia. Todas as escolas de São Paulo receberam álcool e sabão líquido.
Em 26 de agosto, o Ministro da Saúde registrou 557 mortes por gripe suína no país. Este anúncio levou o Brasil a superar os Estados Unidos em número de mortes por gripe suína e a se tornar o país com mais mortes por pela doença no mundo.

### Mutação
Em 16 de junho, pesquisadores do Instituto Adolfo Lutz, em São Paulo, disseram ter identificado um "número discreto de alterações" no vírus Influenza A (H1N1), depois de isolar uma amostra obtida na cidade e compará-la com a primeira cepa identificada, nos Estados Unidos. A análise da variedade, batizada de "Influenza A/São Paulo/H1N1", não mostrou uma infectividade mais alta do que o tipo identificado na Califórnia, relataram os pesquisadores.
Os cientistas brasileiros conseguiram isolar e descrever uma sequência genética do vírus Influenza A e detectaram uma mutação. Técnicos do Instituto Adolfo Lutz, do Ministério da Saúde do Estado de São Paulo, relataram em entrevista coletiva que, pela primeira vez, foram capazes de caracterizar o vírus A H1N1. "Este trabalho é extremamente importante para monitorar o comportamento do vírus, o que contribuirá para a produção da vacina e para avaliar a resposta aos medicamentos antivirais", disse o coordenador do Departamento de Controle de Doenças da São Paulo.

## Casos fatais
A primeira morte pela gripe suína no país foi confirmada em 28 de junho, quando um caminhoneiro de Erechim que havia viajado para Buenos Aires, veio a falecer.
No dia 10 de julho, a Secretaria de Saúde de São Paulo confirmou a primeira morte no estado em decorrência da gripe suína. Uma menina de 11 anos, moradora faleceu no dia 30 de junho, em Osasco. Foi a segunda vítima a morrer no país por causa da doença.
Em 13 de julho foi confirmada a terceira morte no país: um garoto de 9 anos, morador de Sapucaia do Sul (RS), que morreu no dia 5 de julho em Porto Alegre.
Em 14 de julho foi registrada a quarta morte: Um vendedor de 28 anos da cidade de Botucatu, no interior paulista, morreu em 10 de julho.
Em 16 de julho foram confirmadas 7 mortes causadas pela gripe suína no país. No Rio Grande do Sul foi confirmada a morte de um caminhoneiro de cerca de 35 anos que estava internado no hospital Santa Casa de Uruguaiana. No mesmo dia, a Secretaria municipal de Saúde da cidade do Rio de Janeiro confirmou a primeira morte por gripe suína do estado do Rio de Janeiro. Segundo o secretário Hans Dohmann, a vitima foi uma mulher de 37 anos que adoeceu no dia 3 e morreu no dia 13 com diagnóstico de pneumonia. Em Osasco, a prefeitura da cidade confirmou a morte de um homem de 21 anos. Antes que a tarde terminasse, o secretário municipal de Saúde de Passo Fundo confirmou que mais duas pessoas morreram. No Hospital Universitário de Santa Maria (RS) também foi confirmada mais duas mortes: um homem de 36 anos no dia 11 e um de 24 anos no dia 15. Com estes, o número de mortos no Brasil chega a onze.
No dia 19 de julho, são confirmadas mais 4 casos no Rio Grande do Sul: duas em Uruguaiana, uma em Santa Maria e outra em São Borja, subindo para quinze o número de mortes decorrentes da nova gripe.
Em 21 de julho foram confirmados mais cinco casos de mortes no estado de São Paulo. No mesmo dia a Secretaria da Saúde do Paraná informou que recebeu do Ministério da Saúde a confirmação da primeira morte no estado. Em Osasco foi confirmada mais uma morte.
Em 22 de julho foram confirmadas mais três mortes no estado de São Paulo e mais 4 na cidade do Rio de Janeiro.
Em 24 de julho o estado de São Paulo confirma o total de 16 mortes, elevando o número no país para 33 casos fatais confirmados. No mesmo dia foi anunciado que o começo das aulas no Distrito Federal seriam prorrogadas para que professores recebessem treinamento sobre a gripe.
Em 26 de julho foram confirmadas mais 5 mortes no Rio Grande do Sul, elevando o número no país para 38 casos fatais confirmados.
Em 27 de julho, são registradas mais duas mortes em Osasco, três em Curitiba uma em São Carlos, e uma em Mogi-Guaçu. O total no país chega a 45.
Em 28 de julho, a primeira morte no Nordeste do país é registrada no estado da Paraíba. O governo do Estado de São Paulo, e os governos de várias cidades do estado decidem suspender a volta as aulas até 17 de agosto; a medida atinge mais de 5 milhões de estudantes. Ainda no mesmo dia os casos fatais da gripe suína subiram para 56 no país.
Em 29 de julho, com mais duas mortes confirmadas em São Paulo e mais duas no Rio Grande do Sul, os casos fatais no Brasil chegam a 60 mortes.

## 2010
Em 2010 o número de mortes confirmadas no Brasil foram de 104. Neste mesmo ano uma grande campanha nacional mobilizou o país a favor da vacinação em massa.

## 2011
A Secretaria de Saúde do Rio Grande do Sul anunciou que até o dia 1º de julho de 2011, o número total de mortes confirmadas pelo vírus já eram de 7 e dos 536 casos suspeitos, 37 foram confirmados.

## Cronologia

### Abril de 2009
- 25 de abril de 2009 — O Instituto de Infectologia Emílio Ribas, em São Paulo, confirmou os dois primeiros casos suspeitos de gripe suína no Brasil. Um mexicano com cerca de 30 anos que esteve na Cidade do México deu entrada no dia anterior no hospital com alguns dos sintomas da doença. O outro paciente também esteve no México, mas não foram dadas informações detalhadas sobre este caso.[10] Mais tarde, o Ministério da Saúde do Brasil divulgou um comunicado à imprensa afirmando que, embora a causa exata das doenças dos dois pacientes permanecesse desconhecida, eles "não atendiam à definição de casos suspeitos de gripe suína porque não apresentavam sinais e sintomas consistentes com a doença: febre acima de 39ºC, acompanhada de tosse e/ou dores de cabeça, musculares e nas articulações".[11]
- 26 de abril de 2009 — avisos sonoros começam a ser veiculados nos cinco aeroportos que recebiam voos internacionais procedentes do México e dos Estados Unidos. Os avisos continham informações sobre sinais, sintomas, orientações aos viajantes e a informação de que os aeroportos monitorariam os viajantes que chegavam das áreas afetadas, sob a direção da Agência Nacional de Vigilância Sanitária (Anvisa). Esses avisos foram veiculados nos aeroportos internacionais de São Paulo, Rio de Janeiro, Salvador, Manaus e Fortaleza.[11]

### Maio de 2009
- 7 de maio de 2009 — o Ministro da Saúde, José Gomes Temporão, confirmou os quatro primeiros casos no Brasil, 2 casos no Rio de Janeiro, 1 em São Paulo e 1 em Minas Gerais. Três dos infectados esteve recentemente no México e o outro nos Estados Unidos.[56]
- 8 de maio de 2009 — a Secretaria de Saúde do Estado de Santa Catarina confirma o quinto caso de gripe suína no país, trata se de uma menina de sete anos que esteve de férias na Flórida, nos Estados Unidos.[57] No mesmo dia, foi confirmado o sexto caso no país, sendo esse também o primeiro caso de transmissão comunitária no Brasil. O paciente, um homem do Rio de Janeiro, teve contato com um amigo já infectado pela doença e também a contraiu.[58]
- 9 de maio de 2009 — além dos casos confirmados, o Ministério da Saúde confirmou a existência de 30 casos suspeitos no país: São Paulo (12), Paraná (4), Minas Gerais (4), Distrito Federal (2), Goiás (2), Santa Catarina (1), Mato Grosso do Sul (1), Pernambuco (1), Ceará (1), Rondônia (1) e Rio de Janeiro (1).
- 10 de maio de 2009 — o Ministério da Saúde confirma mais dois casos de gripe suína no Brasil, outro caso no Rio de Janeiro, esse paciente contraiu a gripe de outros dois pacientes do Rio e o primeiro no Rio Grande do Sul, esse paciente esteve em vários países da Europa (Alemanha, Chéquia, Hungria, Áustria, Itália e Espanha) antes de retornar ao Brasil.[59] Somando assim 8 casos confirmados. O número de casos suspeitos da doença cai para 18. Os casos estão em São Paulo (6), Rio de Janeiro (2), Minas Gerais (1), Paraná (1), Distrito Federal (3), Santa Catarina (1), Pernambuco (2), Ceará (1) e Rondônia (1).[60] Mais tarde, o Ministério da Saúde atualizou o número de casos suspeitos para 22, Os casos suspeitos estão em São Paulo (10), Rio de Janeiro (2), Paraná (1), Distrito Federal (3), Alagoas (1), Pernambuco (3), Ceará (1) e Rondônia (1).[61]
- 11 de maio de 2009 — o Ministério da Saúde confirmou a existência de 34 casos suspeitos no Brasil. Eles estão em São Paulo (14), Distrito Federal (4), Rio de Janeiro (4), Alagoas (2), Minas Gerais (2), Paraná (2), Pernambuco (2), Ceará (1) e Rondônia (1). Até agora 168 casos foram descartados.[62]
- 13 de maio de 2009 — o Ministério da Saúde confirmou 37 casos suspeitos no Brasil. Eles estão em São Paulo (14), Distrito Federal (4), Rio de Janeiro (3), Alagoas (2), Minas Gerais (7), Pernambuco (3), Ceará (1), Pará (1), Rio Grande do Sul (1) e Rondônia (1).[63]
- 27 de maio de 2009 — o Ministério da Saúde confirma mais dois casos confirmados no Brasil, em São Paulo e no Rio de Janeiro. Ambos os casos são pacientes que estiveram recentemente nos EUA. Os dois passam bem.[64]
- 28 de maio de 2009 — mais quatro casos são confirmados no país, um em Santa Catarina e os outros três em São Paulo. Todos os casos vieram dos EUA. Eles passam bem. um dos casos em São Paulo é um garoto de 16 anos, os outros três são de adultos.[65]
- 29 de maio de 2009 — o Ministério da Saúde confirmou o décimo quinto caso no Brasil, no Rio de Janeiro, este foi o terceiro caso de transmissão comunitária noo país.[66]
- 30 de maio de 2009 — foram confirmados mais 5 casos, o primeiro no Tocantins, o paciente contraiu a gripe nos EUA, mais dois em São Paulo, os dois também contraíram a gripe nos EUA, mais dois em Santa Catarina, estes dois contraíram a gripe no Brasil.[67]

### Junho de 2009
- 2 de junho de 2009 — outros 3 casos foram confirmados, 2 no Rio de Janeiro e 1 em São Paulo, o caso de São Paulo é de uma pessoa que contraiu a gripe no país.
- 3 de junho de 2009 — outros três casos são confirmados em São Paulo.
- 4 de junho de 2009 — são confirmados os dois primeiros casos no Mato Grosso. Agora, o país tem 28 casos confirmados e 44 casos suspeitos.
- 5 de junho de 2009 — o número de casos aumenta para 31, com três novos casos confirmados no país. 1 em Santa Catarina contraiu a gripe dentro do país, 1 no Tocantins e 1 em São Paulo.[68]
- 6 de junho de 2009 — foram confirmados mais quatro casos, mais 2 em São Paulo, mais 1 no Rio de Janeiro e outro no Tocantins. O paciente do Tocantins e um dos pacientes de São Paulo foram contaminados dentro do país.[69]
- 7 de junho de 2009 — outro caso foi confirmado. O paciente é do Rio de Janeiro e contraiu a gripe no Canadá. Agora são 36 casos confirmados e 45 casos suspeitos.[70]
- 8 de junho de 2009 — o Ministério da Saúde confirmou outros dois novos casos de gripe suína, os dois em São Paulo, agora o país tem 38 casos confirmados.[71]
- 9 de junho de 2009 — o Ministério da Saúde confirmou mais dois casos no país, outro em Santa Catarina e o primeiro no Distrito Federal. Agora, o país tem 40 casos confirmados e 49 casos suspeitos.[72]
- 10 de junho de 2009 — o Ministério da Saúde confirmou mais três casos de gripe suína em São Paulo. Outros 2 em Santa Catarina (os dois contraíram a gripe dentro do país) e 1 em São Paulo, a gripe foi contraída nos EUA. Agora são 43 casos confirmados.[73]
- 11 de junho de 2009 — a Organização Mundial da Saúde (OMS) declara pandemia de gripe suína.[74][75] O Ministério da Saúde confirmou mais 9 casos no país, 2 em São Paulo, 1 no Rio de Janeiro, 2 em Santa Catarina, 3 em Minas Gerais e 1 em Tocantins. Agora existem 52 casos no Brasil.[14]
- 12 de junho de 2009 — três novos casos foram confirmados pelo Ministério da Saúde, 1 em Minas Gerais, 1 no Distrito Federal e o primeiro caso na Bahia. Sobe para 55 o número de casos no país.[76]
- 13 de junho de 2009 — três novos casos foram confirmados pelo Ministério da Saúde, os três estão em São Paulo, dois deles contraíram a gripe dentro do país.[77] Nesse mesmo dia, um voo de Florianópolis foi interrompido por mais de duas horas, porque uma passageira apresentou sintomas de gripe suína.[78] O Estado de Santa Catarina monitora 30 estudantes que retornaram de uma viagem à Argentina.
- 14 de junho de 2009 — mais 11 foram confirmadas no Brasil pelo Ministério da Saúde. 7 deles em Santa Catarina e 4 em Minas Gerais. O número de casos aumenta para 69 e o país tem 70 casos suspeitos. Apesar disso, o Ministro da Saúde disse que a transmissão no Brasil não é forte.[79]
- 15 de junho de 2009 — foram confirmados mais cinco casos, aumentando o número de casos confirmados para 74. 4 deles em São Paulo e um no Distrito Federal. O número de casos suspeitos é de 79. Apesar disso, não existem casos graves no Brasil, nem casos com risco de fatalidade.[80]
- 16 de junho de 2009 — foram confirmados mais 5 casos, 2 em Santa Catarina, 2 em Minas Gerais e 1 no Rio de Janeiro. Isso aumenta o número de casos para 79. O número de casos suspeitos é de 96.[81]
- 17 de junho de 2009 — mais 17 casos foram confirmados pelo Ministério da Saúde. 7 deles em São Paulo, 5 em Santa Catarina, 3 em Minas Gerais e 2 no Rio de Janeiro.[82] O Instituto Adolfo Lutz conseguiu isolar o vírus e descobriu que o vírus no Brasil tem um sequenciamento genético ligeiramente diferente dos Estados Unidos, um deles tem uma mutação. Esta ação pode ajudar na produção da vacina contra o vírus.
- 18 de junho de 2009 — mais 18 casos foram confirmados pelo Ministério da Saúde. 7 deles em São Paulo, 5 em Minas Gerais, 2 em Santa Catarina, 2 no Rio de Janeiro e as 2 primeiros casos no Espírito Santo.[83]
- 19 de junho de 2009 — foram confirmados mais 17 casos. 14 deles no estado de São Paulo, os 2 primeiros casos em Goiás e o primeiro caso no Rio Grande do Norte. O Ministério da Saúde confirmou que, além dos 131 casos confirmados, o país ainda tem 166 casos suspeitos.[84]
- 20 de junho de 2009 — mais 49 casos foram confirmados pelo Ministério da Saúde. 25 dos casos estão em São Paulo, 11 no Rio de Janeiro, 7 no Distrito Federal, 2 no Rio Grande do Sul, 1 na Bahia, 1 em Minas Gerais e os dois primeiros casos no Paraná. O número de casos no Brasil triplicou em apenas sete dias. Agora, existem 180 casos confirmados e outros 184 são suspeitos.[85]
- 21 de junho de 2009 — foram confirmados mais 35 casos, 15 deles em São Paulo, 4 em Minas Gerais, 4 no Rio de Janeiro, 4 no Rio Grande do Sul, 3 em Santa Catarina, 1 no Distrito Federal, 1 no Espírito Santo, 1 no Mato Grosso , 1 no Paraná e o primeiro caso em Alagoas.[86]
- 22 de junho de 2009 — foram confirmados mais 25 casos, o que eleva o número de casos para 240, 15 deles em São Paulo, 3 no Espírito Santo, 3 em Santa Catarina, 2 no Distrito Federal, 1 em Minas Gerais e o primeiro caso no Maranhão.[87]
- 23 de junho de 2009 — mais 94 casos foram confirmados. 50 deles em São Paulo, agora o estado possui 160 casos confirmados. 17 em Minas Gerais, 13 no Rio de Janeiro, 4 em Santa Catarina, 2 na Bahia, 2 no Espírito Santo, 2 no Paraná, 1 em Alagoas, 1 em Goiás, 1 no Rio Grande do Sul e o primeiro caso em Sergipe. Hoje, a Vale fechou o 30º andar de um prédio no Rio de Janeiro com a confirmação de que um dos trabalhadores tem gripe suína; outros 90 estão em quarentena em suas casas e em observação, porque tiveram contato com o funcionário infectado. 4 escolas anteciparam as férias com a confirmação de um caso de gripe suína em cada uma, três delas são de São Paulo e o outro em Minas Gerais. Uma universidade em São Paulo também fecha. Em São Gabriel, no Rio Grande do Sul, o prefeito declarou estado de emergência, porque provavelmente 17 pessoas que vivem na cidade têm gripe suína e foram infectadas no Brasil, apenas um caso está confirmado. O Ministro da Saúde decidiu alertar o público para adiar viagens para os Estados Unidos, México, Austrália, Chile e Argentina, a maioria dos casos do Brasil veio desses países. 2 pessoas no Rio Grande do Sul estão em estado grave, uma delas é uma menina de 14 anos.[17]
- 24 de junho de 2009 — mais 66 casos foram confirmados pelo Ministério da Saúde, 26 deles em São Paulo, 11 em Minas Gerais, 9 no Rio Grande do Sul, 4 no Paraná, 4 em Santa Catarina, 3 no Rio de Janeiro, 3 em Sergipe, 2 em Alagoas, 1 na Bahia, os dois primeiros casos na Paraíba e o primeiro caso em Pernambuco. Agora, o número de casos confirmados é de 400 e 310 são considerados suspeitos.[88]
- 25 de junho de 2009 — mais 53 casos foram confirmados. 31 deles em São Paulo, 11 no Rio Grande do Sul, 7 em Minas Gerais, 2 no Rio de Janeiro, 1 no Distrito Federal, 1 em Goiás e o primeiro caso no Ceará.[89]
- 26 de junho de 2009 — mais 70 casos foram confirmados. 43 deles em São Paulo, 6 em Minas Gerais, 5 no Paraná, 5 no Distrito Federal, 4 no Rio de Janeiro, 3 em Santa Catarina, 1 no Espírito Santo, os 2 primeiros casos no Piauí e o primeiro caso no Pará. Em entrevista, o Ministro da Saúde disse "Temos um grande aumento no número de casos nos próximos dias". O ministro atribuiu essa visão à chegada do inverno, ao crescente número de casos no mundo e ao início do feriado. Mais uma vez enfatizou que a situação do Brasil é de tranquilidade. "A situação é de tranquilidade. É uma doença que não apresenta diferenças significativas de uma gripe comum". O ministro também disse que três medidas serão tomadas pelo governo para maior controle da gripe suína no Brasil. A primeira é que o medicamento para combater a doença só será usado em pacientes com piora da saúde nas primeiras 48 horas desde a apresentação inicial dos sintomas e pessoas em risco de apresentar uma condição clínica grave (em crianças de até dois anos, pessoas acima de 60 anos, mulheres grávidas e que sofrem de imunossupressão). O objetivo da iniciativa é evitar o uso indevido do produto e que o vírus crie resistência ao medicamento, hoje considerado eficaz. O ministério também orientará estados e municípios com parâmetros básicos sobre a suspensão ou não de atividades em locais ou grupos públicos. No Brasil, 65% dos casos contraíram a gripe fora do país e apenas 26% no exterior.[90]
- 27 de junho de 2009 — foram confirmados mais 69 casos, 34 deles em São Paulo, 8 no Rio de Janeiro, 7 no Rio Grande do Sul, 7 no Paraná, 4 em Minas Gerais, 2 no Distrito Federal, 2 em Santa Catarina, 2 no Espírito Santo, 1 no Pará, 1 no Maranhão e o primeiro caso no Amazonas.[91] Um turista americano com suspeita de gripe suína morreu no Rio Grande do Sul, ele era engenheiro, tinha 58 anos, era hipertenso e diabético. Médicos coletaram material para confirmar se ele tinha sido infectado pela doença. Ele pode ser a primeira vítima fatal no Brasil.
- 28 de junho de 2009 — foi registrada a primeira morte por gripe suína no Brasil, um jovem de 29 anos que foi infectado na Argentina morreu em Passo Fundo, Rio Grande do Sul. Ele havia apresentado sintomas pela primeira vez em 15 de junho durante uma viagem ao país. Mais 36 novos casos foram confirmados pelo Ministério da Saúde, 14 deles em São Paulo, 6 no Rio de Janeiro, 5 no Rio Grande do Sul, 5 no Distrito Federal, 3 em Pernambuco, 2 em Goiás e 1 no Tocantins.[92]
- 30 de junho de 2009 — foram confirmados mais 55 casos novos, 45 deles no Rio Grande do Sul, 3 no Piauí, 3 em Santa Catarina, 1 em Alagoas, 1 no Distrito Federal, 1 no Paraná e 1 em Sergipe. Agora, o número de casos confirmados aumenta para 680.[93]

### Julho de 2009
- 1 de julho de 2009 — mais 13 casos foram confirmados, 5 no Rio Grande do Sul, 4 em São Paulo, 3 em Minas Gerais e 1 no Rio de Janeiro. Isso aumenta o número de casos confirmados para 694. Pela primeira vez, o número de casos suspeitos é superior a 1.000. Com isso, o Ministro da Saúde acredita que o número de casos confirmados está crescendo muito rápido.[94]
- 2 de julho de 2009 — foram confirmados mais 44 casos, 14 no Rio de Janeiro, 9 no Rio Grande do Sul, 8 em Minas Gerais, 6 em São Paulo, 3 no Distrito Federal, 2 em Santa Catarina e 2 no Paraná. Agora, o número de casos confirmados é de 737.[95]
- 3 de julho de 2009 — mais 19 casos foram confirmados: 7 em São Paulo, 6 em Minas Gerais, 2 no Rio de Janeiro, 2 no Rio Grande do Sul, 1 no Paraná e o primeiro caso no Mato Grosso do Sul.[96]
- 4 de julho de 2009 — mais 56 casos foram confirmados. 13 em São Paulo, 8 no Rio de Janeiro, 6 em Minas Gerais, 6 no Paraná, 4 na Bahia, 4 no Mato Grosso do Sul, 4 em Pernambuco, 3 no Ceará, 3 em Santa Catarina, 1 no Distrito Federal, 1 em Goiás, 1 no Mato Grosso, 1 no Rio Grande do Sul e o primeiro caso no Amapá. O número de casos confirmados aumenta para 812.[97]
- 5 de julho de 2009 — mais 73 casos foram confirmados. 61 deles em São Paulo, 4 em Pernambuco, 2 na Paraíba, 2 no Rio Grande do Sul, 2 em Santa Catarina, 1 no Ceará e 1 no Rio Grande do Norte. O número de casos confirmados aumenta para 885.[98]
- 6 de julho de 2009 — mais 20 casos foram confirmados. 7 deles no Rio Grande do Sul, 6 no Paraná, 3 em Goiás, 3 em São Paulo e 1 no Rio Grande do Norte. O número de casos confirmados aumenta para 905.[99]
- 8 de julho de 2009 — mais 72 casos foram confirmados. 42 em São Paulo, 11 no Rio de Janeiro, 7 no Rio Grande do Sul, 3 na Bahia, 2 no Maranhão, 2 em Pernambuco, 1 no Ceará, 1 no Paraná, 1 na Paraíba, 1 no Rio Grande do Norte e o primeiro caso no Acre.[100]
- 10 de julho de 2009 — mais 52 casos foram confirmados. 13 deles em São Paulo, 11 em Minas Gerais, 11 no Rio Grande do Sul, 9 no Rio de Janeiro, 3 no Pará, 3 em Tocantins, 1 em Alagoas e 1 em Pernambuco. O número de casos confirmados aumenta para 1.027 e o número de casos suspeitos aumenta para 2.973. A segunda morte foi confirmada no Brasil. A vítima era uma menina de 11 anos que morava em São Paulo; ela morreu 2 dias após apresentar sintomas.[101]
- 15 de julho de 2009 — mais 148 casos foram confirmados. A maioria deles em São Paulo, agora o estado tem mais de 500 casos de gripe suína. O país tem 1.175 casos confirmados e 3.956 suspeitos. Mais nove mortes foram confirmadas naquele dia, duas delas em São Paulo, seis no Rio Grande do Sul e a primeira morte no Rio de Janeiro.[23]
- 16 de julho de 2009 — o ministro da Saúde, José Gomes Temporão, confirmou o surto, o vírus circula livremente no Brasil.[23]
- 19 de julho de 2009 — foram confirmadas mais 4 mortes, todas no Rio Grande do Sul. O Ministro da Saúde estima que apenas no Rio Grande do Sul, 3.000 pessoas possam estar com a gripe suína.
- 21 de julho de 2009 — mais 7 mortes são confirmadas. Seis delas estavam em São Paulo e a primeira morte no Paraná.
- 22 de julho de 2009 — foram confirmadas mais três mortes no estado de São Paulo e mais 4 no Rio de Janeiro.
- 24 de julho de 2009 — o Estado de São Paulo confirma o total de 16 mortes, elevando o número no país para 33 casos fatais confirmados.[102] No mesmo dia foi anunciado que o começo das aulas no Distrito Federal seriam prorrogadas para que professores recebessem treinamento sobre a doença.[103]
- 26 de julho de 2009 — Em 26 de julho foram confirmadas mais 5 mortes no Rio Grande do Sul, elevando o número no país para 38 casos fatais confirmados.[104]
- 27 de julho de 2009 — são registradas mais duas mortes em Osasco, três em Curitiba, uma em São Carlos e uma em Mogi Guaçu. O total no país chega a 45.[105][106][107][108]
- 28 de julho de 2009 — a primeira morte é registrada no estado da Paraíba.[109] O governo do Estado de São Paulo, e os governos de várias cidades do estado decidem suspender a volta as aulas até 17 de agosto; a medida atinge mais de 5 milhões de estudantes. Ainda no mesmo dia os casos fatais da gripe suína subiram para 56 no país.[51]
- 29 de julho de 2009 —  mais duas mortes são confirmadas em São Paulo e mais duas no Rio Grande do Sul, os casos fatais no Brasil chegam a 60 mortes.[110][111][112]
- 31 de julho de 2009 — primeiro caso de zoonose no Brasil, um porco infectado com a doença infectou um ser humano.

### Agosto de 2009
- 3 de agosto de 2009 — primeira morte confirmada na Bahia e em Pernambuco. O país tem 86 mortes pela doença.
- 10 de agosto de 2009 — primeira morte confirmada no Distrito Federal e mais 3 em Minas Gerais.
- 12 de agosto de 2009 — é confirmado o primeiro caso de resistência ao Tamiflu no Brasil.
- 13 de agosto de 2009 — primeira morte confirmada em Rondônia.
- 17 de agosto de 2009 — Primeira morte confirmada no Pará. Os alunos das escolas públicas retornam às aulas após duas semanas, devido à pandemia. Todas as escolas de São Paulo agora recebem álcool e sabão líquido. Por enquanto, não há novos casos confirmados após a ocorrência, o que é esperado, uma vez que o governo brasileiro diz que apenas "casos críticos" serão testados para o H1N1; oficialmente, não há intenção de contar os casos, mas de oferecer tratamento às pessoas infectadas.
- 18 de agosto de 2009 — primeira morte confirmada no Mato Grosso do Sul.
- 20 de agosto de 2009 — primeira morte confirmada no Amazonas.
- 22 de agosto de 2009 — o país registra um total de 26.900 casos e 510 mortes por gripe suína.
- 25 de agosto de 2009 — primeira morte confirmada nos estados do Acre e Rio Grande do Sul. O Brasil confirma 516 mortes.
- 26 de agosto de 2009 — o Ministro da Saúde registrou 557 mortes por gripe suína no país. Este anúncio levou o Brasil a superar os Estados Unidos em número de mortes por gripe suína e a se tornar o país com mais mortes por gripe suína no mundo.[24] Primeira caso de transmissão humano-animal do vírus é confirmado no país.
- 28 de agosto de 2009 — primeira morte confirmada no Mato Grosso e no Espírito Santo. Primeiros casos em aves são confirmados no país.

### Setembro de 2009
- 1 de setembro de 2009 — primeira morte confirmada em Goiás.
- 3 de setembro de 2009 — primeira morte confirmada em Roraima.
- 21 de setembro de 2009 — primeira morte confirmada no Piauí.

##### Novembro de 2009
- 12 de novembro de 2009 — primeira zoonose felina confirmada no Brasil.
- 28 de novembro de 2009 — primeira mutação (D222G) é confirmada no Brasil.
- 30 de novembro de 2009 — primeiro caso de dupla infecção confirmado no Brasil.

##### Dezembro de 2009
- 3 de dezembro de 2009 — primeiro caso zoonose canina confirmado no Brasil.
- 20 de dezembro de 2009 — primeiros ensaios clínicos concluídos por uma empresa para a vacina contra a gripe suína (2009/H1N1) no Brasil.

### Janeiro de 2010
- 37 de Janeiro de 2010 — primeira morte confirmada no Ceará, uma mulher de 29 anos de Fortaleza que contraiu a doença na cidade.[113]

### Março de 2010
- 5 de março de 2010 — começa a campanha de vacinação contra a gripe suína no Brasil.
- 11 de março de 2010 — primeira morte confirmada em Alagoas.

### Abril de 2010
- 27 de abril de 2010 — data da última atualização, o Brasil confirmou 58.178 casos e 2.101 mortes por influenza A (H1N1).